# Бестаєва Тетяна Володимирівна
Тетяна Володимирівна Бестаєва (ос. Бестауты Владимиры чызг Татьянæ; 13 червня 1937, Цхінвалі — 23 жовтня 2021, Москва) — радянська та російська акторка театру і кіно. З 1961 року — артистка Державного академічного театру імені Моссовєта. Народна артистка РРФСР (1990).

## Біографія
Дочка знаменитого радянського актора німого кіно Володимира Бестаєва, відомого за фільмом «Абрек Заур». 
У школі Бестаєва навчалася погано, останні два роки їй довелося довчатися у вечірній школі. Закінчила Всесоюзний державний інститут кінематографії в 1961 році (курс Б. В. Бібікова і О. В. Пижової). З 1961 року працює в Театрі ім. Моссовета. На сцені театру грала разом з Фаїною Раневською, Любов'ю Орловою, Вірою Марецькою, Ростиславом Пляттом, Георгієм Жженовым, Миколою Мордвіновим, Вадимом Бероєвим (дід відомого нині російського актора Єгора Бероєва), Юрієм Завадським та іншими.
У кіно дебютувала в 1958 році головною жіночою роллю Олени в музичному фільмі «Матрос з „Комети“».
У 1960-ті роки Тетяна Бестаєва вважалася однією з найкрасивіших акторок Радянського Союзу. В основному в кіно її запрошували грати самовпевнених героїнь, стиляг, іноземок. Тетяна Бестаєва вела богемний спосіб життя, у неї були натовпи іменитих шанувальників, багато друзів-акторів. Серед них тоді мало кому відомий Жерар Депардьє, який навіть пропонував їй шлюб. В юності і ранній молодості Тетяна Бестаєва дружила з Людмилою Гурченко і вони довгі роки були найближчими подругами.
Незвичайну популярність, особливо на Заході, принесла Бестаєвій роль Палагни у фільмі Сергія Параджанова «Тіні забутих предків» (1964).
У 1985 році була удостоєна призу на фестивалі «Театральна весна» за роль Капи у виставі «Вдовин пароплав».
З початку 1970-х років знімалася в кіно рідко. У Театрі ім. Моссовєта служила до останнього часу. Серед її партнерів були Олександр Домогаров, Валентина Тализіна, Георгій Тараторкін, Ольга Остроумова, Олександр Леньков, подружжя Олена Валюшкіна й Олександр Яцко, Ольга Кабо, Євгенія Крюкова, Маргарита Шубіна, Єгор Бероєв та ін. У 1996 році знялася в документальному міні-телесеріалі «Бродвей нашої юності» про Москву 1950-х років, режисер фільму — син письменника, драматурга і сценариста Євгена Йосиповича Габріловіча, Олексій Габрілович — перший екс-чоловік Тетяни Бестаєвої.

## Роботи в кіно
1. 1958 — Матрос з «Комети» — Олена Шувалова
2. 1960 — Міст перейти не можна
3. 1960 — Роман і Франческа — Лючина
4. 1960—1961 — Цілком серйозно (кіноальманах. Новела № 3 «Іноземці») — Мері, стиляга
5. 1961 — Людина йде за сонцем — Еля, дружина Миколи мотогонщика
6. 1964 — Тіні забутих предків — Палагна
7. 1964—1965 — Зелений вогник — Лена, наречена хірурга Коржикова
8. 1966 — На дикому бреге — Мурка
9. 1966—1968 — Сніг серед літа
10. 1968 — Бабине літо — Анфіса
11. 1968 — Крах — Саша, дружина Шешени
12. 1968 — Сім старих і одна дівчина — Жаннетта, француженка, наречена Сидорова
13. 1972 — Довга дорога в короткий день
14. 1976 — Денний потяг — товаришка по службі Віри
15. 1976 — Дні хірурга Мишкіна — Алла
16. 1981 — Смерть Пазухіна (телеспектакль) — Жавоєдова
17. 1984 — Я за тебе відповідаю
18. 1985 — Слідство ведуть Знавці. Полуденний злодій — Маня, скупниця краденого
19. 1996 — Бродвей нашої юності (документальний міні-серіал)

## Роботи в театрі
- 1961 — «Совість» — Наташа Мартьянова
- 1962 — «Цвіркун» — Зуля
- 1966 — «Дивна місіс Севідж» Джона Патріка — Лілі-Белл
- «Шторм» — Міщанка
- Весняні води — Полозова
- Життя Сент-Екзюпері — Рене
- Очима клоуна — Белла Брозен
- Рим, 17, до запитання — Мотрона
- Худий приз — Ілумінада
- Арктичний роман — Раїса Андріївна
- Я завжди посміхаюся
- Турбаза — Наталія
- Можливі варіанти — Жінка з Зюзіна
- Версія
- 1981 1981 — «Смерть Пазухіна» — Жавоєдова
- Будинок на піску
- Кімната — Альбіна
- 1984 — «Вдови пароплав» В. Грекової — Капа
- Дорога Олена Сергіївна — Олена Сергіївна
- Шум за сценою — Дотті
- «На жвавому місці» А. Н. Островського — Євгенія
- «Не було ні гроша, та раптом алтин» А. Н. Островського — Фетинья
- «Помилки однієї ночі» — місіс Хардкестль
- «Милий друг» — Віржині Вальтер
- «Не будіть мадам» — Рита, мати режисера Жюльєна Палюша
- Чорна наречена, або Ромео і Жанетта (Чорна наречена) — Мати
- 2003 — Дами, дами, ще дами/Пані! Дама! Ще дама!.. (за п'єсою Н. Ст. Гоголя «Гравці») — кавказький чоловік, що говорить з акцентом
- 2006 — Мораль пані Дульської — прачка Тадрачиха, хрещена мати Ганки, пані Дульська

## Цікаві факти
- У ВДІКу з Тетяною Бестаєвою на одному курсі навчалися: Леонід Куравльов, Світлана Дружиніна, Софіко Чіаурелі, Наталя Кустинська. «З Дружиніною ми були „суперницями“. Я закохалася в одного хлопця — Олександра Владиславлєва (зараз він чоловік співачки Карини Лисиціан). Так от, він примудрявся зустрічатися і зі мною, і зі Світланою одночасно. Роман наш з Сашею так і не відбувся, а зі Світланою ми залишилися в натягнутих відносинах. Знявшись в студентські роки в картині „Дівчата“ і ще в кількох фільмах, продовжувати акторську кар'єру вона не стала. А отримавши диплом, одразу ж надійшла на режисерський факультет. До речі, ставши режисером, вона жодного разу не згадала ні про кого з нашого курсу», — з інтерв'ю Тетяни Володимирівни Бестаевой[4].
- Фільм «Матрос з „Комети“» знімали цілий рік, — і в силу суворості часу, студентку Бестаєву розлучили з коханим курсом, залишивши на другий рік.
- Небайдужими до Бестаєвої були й популярні актори Андрій Миронов та Олександр Белявський.
- У часи СРСР її часто приймали за акторку Марину Владі. «Світле пряме волосся до плечей, довгий чубчик до брів — робили мене схожою на Марину Владі» — згадує Тетяна.
- В юності і ранній молодості Тетяна Бестаєва дружила з Люсею Гурченко, вони разом навчалися у ВДІКу. Нерідко близькі подруги сварилися через кіноролі, Гурченко часто просила Таню піти разом з нею за компанію на кінопроби. В результаті, ролі, на які претендувала Гурченко, діставалися Бестаєвій. Але їхня мрія зіграти разом в одному фільмі все ж здійснилася, — в картині «Роман і Франческа», де Гурченко виконала головну роль — Франчески, а Бестаєва — Лючину. Через чоловіків Тетяна Бестаєва та Гурченко жодного разу не посварилися. «Смаки у нас з Люсею були різні: Люсі подобалися — красиві чоловіки, а мені — розумні, і я часто жартувала: „Мені гарного не треба, я сама красива“» — згадує Тетяна Бестаєва[4]. Тетяна Бестаєва і Людмила Гурченко довгі роки були найближчими подругами. Уперше вони майже одночасно одружилися, і розлучилися. «Я обожнювала Люсину доньку Машу, багато хто навіть відзначали, що ми з Машею схожі»[4]. Зі спогадів: «Люся завжди вболівала за мене, підтримувала і допомагала. Але… Люда — актлрка до мозку кісток і завжди прагнула до лідерства, маючи на це право і підстави. Вона любила мене, але стала придушувати, а оскільки я теж не з слабких, то поступово наші шляхи розійшлися»[4].
- Тетяна Бестаєва: «Коли мене запитують, чому я ношу обручку на правій руці — („Ти ж вдова?“), — я відповідаю: „Я заручена з театром!“ Дорогий мій театр, якщо ти мене любиш, то, будь ласка, не „кидай“ мене і не перетворюйся на КВК, де всі говорять не своїм голосом, кривляються, зневажаючи тим самим традиції та велика спадщина російського театру!»[4]

## Родина
Вперше одружилася зі сценаристом Олексієм Габріловічем, сином письменника, драматурга і сценариста Євгена Йосиповича Габріловіча. Шлюб тривав три роки.
Другий раз пошлюбила музиканта Євгена Столярова. Розлучилися. Незабаром Столяров загинув — зірвався з карниза.
Третій шлюб виявився вдалим, Тетяні було 38 років, коли у 1976 році вона познайомилася з Кирилом. Щасливо прожили разом 22 роки. З інтерв'ю Бестаєвої: «Мої перші два шлюби були нетривалими. Близько 10 років я була одна. Настільки, що Новий рік деколи зустрічала вдома на самоті. У 1976 році подруга познайомила мене з Кирилом. У цій людині зійшлося все: і любов, і повага, і довіру. У нього був чудовий характер, дуже легкий. Оптиміст, освічений, розумний, інтелігентний, родом із князів Одоєвських. У нашому театрі його обожнювали. Раділи за мене. Раніше ми щоліта їздили з театром на гастролі. Він влаштовував собі відрядження і прилітав до мене в Барнаул, Хабаровськ, Єреван і так далі. У нашому союзі все було красиво, благородно, надійно і легко. Я вірила, що наше життя буде дуже довгою і щасливою. Ми прожили разом 22 роки. Його не стало. Ось адже який сумний парадокс: стільки шанувальників, три шлюбу, хоча цей один, а в результаті — знову самотність».
Вдова, дітей немає.

## Нагороди та звання
- Орден Дружби (15 серпня 1998) — за багаторічну плідну діяльність у галузі.
- Лауреатка театральної премії «Театральна весна» (1985 рік, за роль Капи у виставі «Вдови пароплав»).
- Народна артистка Російської Федерації (1990 рік).